# Reprezentacja Włoch w koszykówce mężczyzn
Reprezentacja Włoch w koszykówce mężczyzn - drużyna, która reprezentuje Włochy w koszykówce mężczyzn. Za jej funkcjonowanie odpowiedzialny jest Włoski Związek Koszykówki (FIP). Trzydzieści trzy razy startowała w Mistrzostwach Europy dwukrotnie zdobywając Mistrzostwo Europy - w 1983 i 1999 roku. Ośmiokrotnie wystąpiła na Mistrzostwach Świata. Ma za sobą również jedenaście startów na Igrzyskach Olimpijskich, na których dwukrotnie zdobywała srebrny medal.

## Udział w imprezach międzynarodowych
- Igrzyska Olimpijskie
  - 1936 - 7. miejsce
  - 1948 - 17. miejsce
  - 1960 - 4. miejsce
  - 1964 - 5. miejsce
  - 1968 - 8. miejsce
  - 1972 - 4. miejsce
  - 1976 - 5. miejsce
  - 1980 - 2. miejsce
  - 1984 - 5. miejsce
  - 2000 - 5. miejsce
  - 2004 - 2. miejsce

- Mistrzostwa Świata
  - 1963 - 7. miejsce
  - 1967 - 9. miejsce
  - 1970 - 4. miejsce
  - 1978 - 4. miejsce
  - 1986 - 6. miejsce
  - 1990 - 9. miejsce
  - 1998 - 6. miejsce
  - 2006 - 9. miejsce

- Mistrzostwa Europy
  - 1935 - 7. miejsce
  - 1937 - 2. miejsce
  - 1939 - 6. miejsce
  - 1946 - 2. miejsce
  - 1947 - 9. miejsce
  - 1951 - 5. miejsce
  - 1953 - 7. miejsce
  - 1955 - 6. miejsce
  - 1957 - 10. miejsce
  - 1959 - 10. miejsce
  - 1963 - 12. miejsce
  - 1965 - 4. miejsce
  - 1967 - 7. miejsce
  - 1969 - 6. miejsce
  - 1971 – 3. miejsce
  - 1973 – 5. miejsce
  - 1975 – 3. miejsce
  - 1977 – 4. miejsce
  - 1979 – 5. miejsce
  - 1981 – 5. miejsce
  - 1983 – 1. miejsce
  - 1985 – 3. miejsce
  - 1987 – 5. miejsce
  - 1989 – 4. miejsce
  - 1991 – 2. miejsce
  - 1993 – 9. miejsce
  - 1995 – 5. miejsce
  - 1997 – 2. miejsce
  - 1999 – 1. miejsce
  - 2001 – 9. miejsce
  - 2003 – 3. miejsce
  - 2005 – 9. miejsce
  - 2007 – 9. miejsce